# Megalocentor echthrus
Megalocentor echthrus är en fiskart som beskrevs av De Pinna och Britski, 1991. Megalocentor echthrus ingår i släktet Megalocentor och familjen Trichomycteridae. Inga underarter finns listade i Catalogue of Life.